# Рафаэль Мендоса (стадион)
Стадион Рафаэль Мендоса или Стадион Рафаэль Мендоса Кастельон — это многофункциональный стадион в окрестностях Ачумани, Ла-Пас, Боливия. В настоящее время он используется в основном для проведения футбольных матчей команды Стронгест. Вместимость стадиона составляет 14 000 человек. Название было выбрано в честь Рафаэля Мендосы Кастильо (1924—2002), исторического президента клуба. Стадион был торжественно открыт 16 июля 1986 года матчем между Стронгест и Боливаром.
Он соответствует всем правилам, установленным ФИФА для проведения официальных матчей как на национальном, так и на международном уровне. В настоящее время стадион Рафаэль Мендоса Кастельон является семнадцатым по величине футбольным стадионом Боливии.